# Eglantina Gjermeni
Eglantina Gjermeni (ur. 24 listopada 1968 w Krui,) – albańska polityk i dyplomata.

## Życiorys
Córka Muharrema Gjermeniego. Ukończyła studia na wydziale historyczno-filozoficznym Uniwersytetu Tirańskiego, a następnie kontynuowała naukę w Grand Valley State University w Michigan. W 1994 obroniła pracę doktorską na Uniwersytecie Tirańskim. W latach 90. XX wieku prowadziła wykłady dla studentów stołecznego uniwersytetu z zakresu nauk społecznych.
Związana z Socjalistyczną Partią Albanii. W wyborach 2009 uzyskała mandat deputowanej do parlamentu, sukcesem zakończyły się dla niej także wybory w 2013. W tym samym roku objęła stanowisko ministra rozwoju miast i turystyki w gabinecie Ediego Ramy. Po wyborach 2017 w nowym parlamencie objęła stanowisko szefowej podkomisji d.s. równości płci i zapobiegania przemocy wobec kobiet. W 2021 nie została umieszczona na listach wyborczych do parlamentu. Rok później objęła stanowisko ambasadora Albanii w Wiedniu, reprezentując Albanię w Organizacji Bezpieczeństwa i Współpracy w Europie. 
W życiu prywatnym jest mężatką (mąż Marian Gjermeni), ma dwoje dzieci.